# Msunduzi River
Der Msunduzi (auch: Umsunduzi, englisch Dusi) ist ein Fluss in der südafrikanischen Provinz KwaZulu-Natal.

## Verlauf
Er ist ein Nebenfluss des Mngeni River. Der Name Msunduzi kommt aus der Zulusprache. Der Msunduzi fließt durch das Zentrum der Provinzhauptstadt Pietermaritzburg und ist auch Namensgeber der Gemeinde Msunduzi, in der die Stadt liegt.

## Hydrometrie
Die Abflussmenge des Msunduzi River wurde am Pegel Inanda Loc., bei dem größten Teil des Einzugsgebietes, über die Jahre 1983 bis 2021 in m³/s gemessen.

## Sport
Abschnitte des Flusses werden durch mehrere Wehre aufgestaut und wird für Ruder- und Paddelübungen verwendet. Der aufgestaute Teil des Flusses wird Camp’s Drift genannt. Es gibt Pläne, Camp’s Drift zu einem offiziellen Sport- und Bürokomplex auszubauen, der auch eine Kanuslalomstrecke nach olympischem Standard beinhalten soll.

### Dusi Canoe Marathon
Der Dusi Canoe Marathon ist ein jährlich stattfindender Kanumarathon von Pietermaritzburg nach Durban. Er beginnt auf dem Msunduzi und endet auf dem Mngeni. Zum Rennen kommen etwa 2000 Paddler. Über den Wettbewerb wird auch in den südafrikanischen Massenmedien berichtet.

## Wasserqualität
In der Gegend um Pietermaritzburg enthält der Fluss immer wieder große Mengen an E.-coli-Bakterien, bis zu 50.000 pro 100 Milliliter. Das führt dazu, dass viele Wassersportler Gesundheitsprobleme bekommen (einer Umfrage zufolge 64 Prozent). Zu den Problemen gehören Durchfall (umgangssprachlich Dusi guts genannt), aber auch Augen- und Ohreninfektionen und septische Schnitte. Die schlechte Wasserqualität kommt vermutlich von dem Wasserableitungssystem in der Nähe des Flusses, das bei starken Regenfällen überfließt, und von illegalen Müllhalden. Diese Gesundheitsrisiken bedrohen den jährlichen Kanumarathon.
Eine Nichtregierungsorganisation, die Stiftung Duzi-Umgeni Conservation Trust (DUCT), wurde ins Leben gerufen, um Projekte zur Verbesserung der Wasserqualität und zur Bewahrung der Gebiete um den Fluss zu koordinieren. (Von ihr kommen auch die oben aufgeführten Daten.) Auf Anraten der Stiftung hat die Distriktverwaltung 2006 zehn Millionen Rand zur Verbesserung des Abwassersystems bereitgestellt. DUCT testet auch Müllnetze, um illegal abgeladenen Müll aufzufangen und wegzuräumen.